# Косін (Любуське воєводство)
Косін (пол. Kosin) — село в Польщі, у гміні Дрезденко Стшелецько-Дрезденецького повіту Любуського воєводства.
Населення — 134 особи (2011).
У 1975-1998 роках село належало до Гожовського воєводства.

## Демографія
Демографічна структура станом на 31 березня 2011 року:
|          | Загалом | Допрацездатний вік | Працездатний вік | Постпрацездатний вік |
| -------- | ------- | ------------------ | ---------------- | -------------------- |
| Чоловіки | 64      | 16                 | 44               | 4                    |
| Жінки    | 70      | 23                 | 40               | 7                    |
| Разом    | 134     | 39                 | 84               | 11                   |